# Джеймс Енсор
Джеймс Сидни Енсор е белгийски художник, чиито специфични гротескни картини го правят основен предшественик на експресионизма и сюрреализма през 20 век.

## Биография
Енсор е роден в Остенде през 1860 г. и прекарва в града целия си живот, с изключение на три години, прекарани в Кралската академия за изящни изкуства в Брюксел (1877 – 1880).
Ранните му работи са с традиционен сюжет – пейзажи, натюрморти, портрети и интериори в тъмни богати цветове и приглушена, но вибрираща светлина. В средата на 1880-те години, повлиян от ярките цветове на импресионистите и гротескната образност на фламандските примитивисти, като Йеронимус Бош и Питер Брьогел Стария, Енсор се насочва към авангардни теми и похвати. Той извлича материал за картините си главно от ваканционните тълпи на Остенде, които го изпълват с погнуса и отвращение. Рисувайки персонажи като клоуни и скелети или заменяйки лицата с карнавални маски, той изобразява човечеството като глупаво, самодоволно, суетно и отвратително.

## Галерия
Ранно творчество (1879 – 1884)
- Чипоноса жена (1879), Кралски художествен музей на Антверпен
- Натюрморт с китайщини (1880), Кралски художествен музей на Антверпен
- Следобед в Остенде (1881), Кралски художествен музей на Антверпен
- Стридоядката (1882), Кралски художествен музей на Антверпен
- Полски цветя (1883), Художествен музей на Минеаполис
- Гребецът (1883), Кралски художествен музей на Антверпен
- Скандализирана маска (1883), Кралски художествен музей на Белгия в Брюксел
- Покривите на Остенде (1884), Кралски художествен музей на Антверпен

Зряло творчество (1885 – 1899)
- Изгонването на Ада и Ева от Рая (1887), Кралски художествен музей на Антверпен
- Скръбта на Свети Антоний (1887), Музей за модерно изкуство в Ню Йорк
- Изненада от маската (1889), Кралски художествен музей на Антверпен
- Топлещи се скелети (1889), Художиествен музей Кимбъл във форт Уърт
- Атрибути на ателието на художника (1889), Стара пинакотека в Мюнхен
- Интригата (1890), Кралски художествен музей на Антверпен
- Екзекуцията [на Антоан Фуалдес] (1890), Художествен музей на Кълъмбъс
- Добрите съдии (1891), частна колекция
- Скърбящият (1891), Кралски художествен музей на Антверпен
- Скелети, биещи се над тяло на обесен (1891), Кралски художествен музей на Антверпен
- Натюрморт с риби (1892), Кралски художествен музей на Белгия в Брюксел
- Опасните готвачи (1896), частна колекция
- Цветя и зеленчуци (1896), Кралски художествен музей на Антверпен
- Страшният съд (1898), частна колекция
- Автопортрет с маски (1899), Художествен музей Менар, Комаки

Късни творби (1900 – 1949)
- Натюрморт с китайщини (c. 1906), Кралски художествен музей на Антверпен
- Покойната ми майка (1915), Художествен музей на Остенде
- Фантастичен натюрморт (ок. 1917), Австрийска галерия Белведере, Виена
- Натюрморт със зеле (1921), Музей Крьолер-Мюлер, Отерло, Нидерландия
- Момиче с маски или Евхаристия (1921), Градска галерия на Франкфурт
- Откриването на Мойсей (1924), частна колекция
- Подлите вивисектори (1925), частна колекция
- Енсор на хармониума (1933), частна колекция